# Сегре-ан-Анжу-Бле (округ)
Округ Сегре-ан-Анжу-Бле (фр. Arrondissement de Segré) — округ у Франції, в департаменті Мен і Луара. 2023 року округ об'єднував 27 муніципалітетів, населення становило 71 157 осіб.
Адміністративний центр (супрефектура) — Сегре-ан-Анжу-Бле.

## Муніципалітети
Список муніципалітетів округу та їхні коди INSEE:
1. Ангрі (49008)
2. Армеє (49010)
3. Бекон-ле-Грані (49026)
4. Бує-Менар (49036)
5. Бур-л'Евек (49038)
6. Валь-д'Ердр-Оксанс (49183)
7. Гре-Невіль (49155)
8. Ердр-ан-Анжу (49367)
9. Жувардей (49170)
10. Канде (49054)
11. Карбе (49056)
12. Ла-Жай-Івон (49161)
13. Ле-Ліон-д'Анже (49176)
14. Ле-О-д'Анжу (49080)
15. Луаре (49178)
16. Міре (49205)
17. Монтрей-сюр-Мен (49217)
18. Омбре-д'Анжу (49248)
19. Сегре-ан-Анжу-Бле (49331)
20. Сен-Сіжисмон (49321)
21. Сент-Огюстен-де-Буа (49266)
22. Со-д'Анжу (49330)
23. Ториньє-д'Анжу (49344)
24. Шазе-сюр-Арго (49089)
25. Шаллен-ла-Потрі (49061)
26. Шамбелле (49064)
27. Шеніє-Шамтессе (49067)